# Ashley Rowe
Ashley Rowe (* 28. Februar 1959 in Dorset, England) ist ein britischer Kameramann. Er ist Mitglied der British Society of Cinematographers (BSC).

## Leben
Ashley Rowe fing schon während seiner Schulzeit an, Filme mit einer 8-mm-Kamera zu drehen. Nach Abschluss der Schule trat er in eine kleine Filmfirma ein, die für die University of Southampton und für das Central Office of Information, eine Informations- und Public-Relation-Agentur der britischen Regierung, Kurzfilme produzierte. 1988 wurde er von der BBC Film Unit als Kameramann eingestellt. Zwischen 1988 und 1993 fotografierte er neun Filme für die BBC, von denen drei mit einem BAFTA-Award ausgezeichnet wurden. Der vorletzte Film für die BBC war Ralph Fiennes’ Debüt als Filmschauspieler in dem Low-Budget-Film Der Todesvogel von 1993, der mit dem Welsh BAFTA für die beste Kamera in einem Film ausgezeichnet wurde.
1994 engagierte ihn Chris Menges als Kameraassistent für seinen Film Second Best und ebenfalls 1994 drehte er unter der Regie von John Irvin seinen ersten Kinofilm, Die Witwen von Widows Peak. Seitdem hat er über 35 Kinofilme und rund 30 Filme für das Fernsehen fotografiert. Ashley Rowe ist seit 1994 Mitglied der British Society of Cinematographers (BSC).

## Filmografie (Auswahl)
Filme
- 1993: Der Todesvogel (The Cormorant) – Regie: Peter Markham
- 1994: Ein Mann ohne Bedeutung (A Man of No Importance) – Regie: Suri Krishnamma
- 1994: Die Witwen von Widows Peak (Widows’ Peak) – Regie: John Irvin
- 1994. Sister My Sister – Regie: Nancy Meckler
- 1998: The Governess – Regie: Sandra Goldbacher
- 1998: Still Crazy – Regie: Brian Gibson
- 1998: B. Monkey – Regie: Michael Radford
- 1999: A Room for Romeo Brass – Regie: Shane Meadows
- 2001: Das Halsband der Königin (The Affair of the Necklace) – Regie: Charles Shyer
- 2002: Ali G in da House (Ali G Indahouse) – Regie: Mark Mylod
- 2003: Kalender Girls (Calendar Girls) – Regie: Nigel Cole
- 2003: Hope Springs – Die Liebe deines Lebens (Hope Springs) – Regie: Mark Herman
- 2003: Mrs. Stone und ihr römischer Frühling (The Roman Spring of Mrs. Stone) – Regie: Robert Allan Ackerman
- 2004: Alfie – Regie: Charles Shyer
- 2004: Half Light – Regie: Craig Rosenberg
- 2004: American Princess (Chasing Liberty) – Regie: Andy Cadiff
- 2006: Klang der Stille (Copying Beethoven) – Regie: Agnieszka Holland
- 2007: Spiel mit der Angst (Butterfly on a Wheel) – Regie: Mike Barke
- 2008: The Garden of Eden – Regie: John Irvin
- 2008: A Bunch of Amateurs – Regie: Andy Cadiff
- 2012: The Hot Potat – Regie: Tim Lewiston
- 2022: The Noel Diary – Regie: Charles Shyer

Serien
- 1992: Friday on my Mind (3 Episoden)
- 2011–2012: Merlin – Die neuen Abenteuer (Merlin, 11 Episoden)
- 2013: Dancing on the Edge (6 Episoden)
- 2013–2015: Atlantis (9 Episoden)
- 2014–2017: Doctor Who (6 Episoden)
- 2016: Galavant (10 Episoden)
- 2016: Close to the Enemy (6 Episoden)
- 2018: Jamestown (4 Episoden)
- 2019: Sommer of Rockets (6 Episoden)

## Auszeichnungen
- 1993: Welsh BAFTA, best cinematography – film: Der Todesvogel[2]
- 1998: Valladolid International Film Festival, best Director of Photography: Twenty Four Seven
- 1998: Evening Standard British Film Awards: Twenty Four Seven, The Woodlanders, The Governess, Still Crazy
- 2004: American Society of Cinematographers, USA, Outstanding Achievement in Cinematography in Movies of the Week Nominierung: The Roman Spring of Mrs. Stone (2003)
- 2013: Knight of Illumination Award/TV-Drama: Dancing on the Edge[4]
- 2014: American Society of Cinematographers, USA,  Outstanding Achievement in Cinematography in Television Movie/Mini-Series Dancing on the Edge (Episode #1/1, 2013)